# Brachyiulus latzeli
Brachyiulus latzeli är en mångfotingart som beskrevs av Carl Graf Attems. Brachyiulus latzeli ingår i släktet Brachyiulus och familjen kejsardubbelfotingar. Inga underarter finns listade i Catalogue of Life.